# Лейн Фокс, Робин
Робин Джеймс Лейн Фокс (англ. Robin James Lane Fox, род. 5 октября 1946) — британо-английский классицист, историк античности. Известен своими работами об Александре Македонском. Также автор работ по садоводству.
Сын Джеймса Генри Лейн Фокса и Анны Ллойд.
Лейн Фокс учился в Итоне и оксфордском Магдален-колледже (магистр искусств). Ученик Джеффри де Сент-Круа. Член упомянутого Магдален-колледжа в 1970-1973 годах.
В 1977—2012 годах член (затем эмерит; преемник своего учителя Сент-Круа) и тьютор античной истории оксфордского Нью-колледжа, в котором он также являлся главным садоводом. В 1990—2014 годах также оксфордский университетский преподаватель античной истории.
Лейн Фокс также является автором работ по садоводству, с 1970 года он ведёт соответствующую колонку в Financial Times. На основе своих избранных материалов оттуда он издал книгу «Thoughtful Gardening».
Член Королевского литературного общества.
Атеист.
В 1970-1993 годах был женат на Луизе Каролине Мэри Фаррелл (разведены), в браке родились двое детей — 1973 г. р. и 1974 г. р.
Работы Лейна Фокса отмечены наградами; так, за биографию Александра Македонского он получил мемориальную премию имени Джеймса Тейта Блэка.
Его книга «The Classical World» посвящена античной истории.
Последняя книга Лейна Фокса — 2015 года, посвящённая Аврелию Августину, удостоена премии Вольфсона по истории (2016). Её называют новой лучшей, после написанной П. Брауном.
Исторический консультант стоуновского фильма «Александр» (2004).

## Книги
- Alexander the Great (1973)
- Pagans and Christians (1986)
- The Unauthorised Version (1991) ISBN 0-670-82412-7
- The Classical World (2005)
- Travelling Heroes: Greeks and Their Myths in the Epic Age of Homer (London: Allen Lane, 2008)
- Thoughtful Gardening: Great Plants, Great Gardens, Great Gardeners (London: Particular Books, 2010)
- Augustine: Conversions and Confessions (London: Allen Lane, 2015)